# 女神のリーブラ
『女神のリーブラ』（めがみのリーブラ）は、栄羽弥による日本の漫画作品。『デザート』（講談社）にて2012年5月号から2013年12月号まで連載された。全17話+番外編2話。単行本は全4巻。

## あらすじ
母子家庭で育った結城つみれは母を病気で亡くし孤独になるが、母方の祖父の代理人を名乗る弁護士・樋野昂大が現れ、つみれがある資産家の孫であると告げ、つみれは祖父に引き取られるという。祖父・結城喜八朗は有名宝飾店「ジュエリーYUKI（ユーキ）」の創設者で、かつて政略結婚を拒否したつみれの母は勘当されていた。大人数で食卓を囲む初体験に心を躍らせ、母を失くした寂しさを埋めようとしたつみれだったが、結城家の面々のつみれへの態度はひどく冷たいもので、喜八朗がつみれを引き取ったそもそもの目的は、つみれを大会社スターズホールディングスの御曹司と見合いさせ、業績不振のYUKIをスターズと合併させるためだった。

## 登場人物
結城 つみれ
16歳。唯一の肉親であった母を病気で亡くし、葬儀の場で母の出自を知る。親身になって気にかけてくれる弁護士の樋野に恋をする。祖父・喜八朗の意向で、婿を取って結城家の跡を継ぐよう求められる。
樋野 昂大
喜八郎の代理人を務める、馬狩法律事務所の弁護士。
結城 喜八朗
つみれの祖父。資産家の家に生まれ、26歳の時に「ジュエリーYUKI（ユーキ）」を起業。
結城 勇子
病死したつみれの母。結城家の長女。7歳の時に母が死去、その2年後に父・喜八朗が再婚し3人の異母妹ができる。23歳の時に喜八朗の会社が倒産の危機に陥り、メインバンクの息子との縁談が出たが、その時既に交際相手との子（＝つみれ）を身ごもっていたため勘当された。
森本 和嘉子
つみれの親友。
坂巻 奈津子
つみれの親友。
小山 輝美
つみれの友達。サッカー部。つみれが唯一気さくに接することができる男子。
結城 古都美
結城家の次女。長男・力也はつみれのクラスメイト。
結城 美与
結城家の三女。
結城 百合子
結城家の四女。自分で新しく事業を始めたいと思っており、その顧問弁護士に樋野を迎えるために、後継問題が早く片付くことを望んでいる。
星 賢人
スターズ・ホールディングスの御曹司。つみれの見合い相手。つみれが転校した凰瓔（おうよう）学院の大学生。

## 書誌情報
- 栄羽弥 『女神のリーブラ』 講談社〈KCデザート〉 全4巻
  1. 2012年8月10日発売[3]、ISBN 978-4-06-365703-6
  2. 2013年1月11日発売[4]、ISBN 978-4-06-365718-0
  3. 2013年6月13日発売[5]、ISBN 978-4-06-365733-3
  4. 2013年12月13日発売[6]、ISBN 978-4-06-365753-1